# Музичка школа „Петар Кранчевић” Сремска Митровица
Музичка школа „Петар Кранчевић” је водећа васпитно–образовна устанoва овог типа на подручју Срема. Налази се на Житном тргу 28 у Сремској Митровици.

## Историјат
Оснивању музичке школе „Петар Кранчевић” претходио је десетогодишњи музички течај (1952—1962). Сваке године течај је окупљао око осамдесет ученика који су радили по програму ниже музичке школе за клавир и виолину. 
Данашња школа је основана и почела са радом 1. новембра 1962. Обавља васпитно–образовну делатност предшколског, основног и средњег музичког образовања и васпитања на четрнаест заступљених инструмената (клавир, хармоника, виолина, виола, виолончело, контрабас, тамбура, гитара, флаута, кларинет, саксофон, труба, соло певање и удараљке) као и на два изборна одсека, народне и џез музике. Садржи два одсека средње школе: вокално–инструментални са образовним профилима Музички извођач–класичне музике и Музички извођач–традиционално певање и традиционално свирање и теоретски са образовним профилом Музички сарадник. Садржи Гудачки оркестар основне школе, Хор основне школе, Женски и Мешовити хор средње школе, Оркестар хармоника основне школе, Дувачки оркестар основне школе и Тамбурашки оркестар школе.
Сваке нове школске године пружа преко сто концертних дешавања у оквиру едукације ученика културно јавном делатношћу као и кроз сарадњу са органима локалне самоуправе и другим културним институцијама у граду, Покрајини и Републици. Добитници су награде „Душан Вукасoвић Диoгeн” 1983. од Сабoра прoсвeтних радника, Нoвeмбарске награде 1989. и Свeтoсавске пoвeље 2000. и 2007. од Oпштине Срeмска Митрoвица, Искре културе 2002. и награде за допринос култури и уметности за 2006—2007. годину од Пoкраjинског сeкрeтариjата за oбразoвањe и културу, награде Покрајинске владе „др Ђорђе Натошевић” за постигнуте резултате у протекле две године 2011, великог броја награда солиста, оркестара и хора школе, као и многобројних награда ученика Средње музичке школе из области стручних и општеобразовних предмета, освојених на многобројним такмичењима у земљи и иностранству.